# Silent Heroes (datorspelsmodifikation)
Silent Heroes är en modifikation till datorspelet Battlefield 1942. Modifikationen byter ut andra världskrigets allierade och axelmakter mot Sverige och Norge. Året är 2007 och medan NATO har fullt upp i Mellanöstern passar Sverige på att återerövra Norge. Den senaste versionen är 1.2.
SilentHeroes spelades varje tisdag och fredag på allmänna Battlefield-servrar klockan 20:00 fram till någon gång under 2016 då det dog ut, men än idag anordnas storspel ett fåtal gånger per år där flera av de gamla spelarna deltar.

## Silent Heroes: Viking Assault
Den 20 september 2005 tillkännagav utvecklarna att man skulle fortsätta utveckla modifikationen på Battlefield 2-motorn, men projektet lades ned den 1 juni 2006. Bristande stöd till modcommunityt från utvecklarna, samt spelets minskande popularitet uppgavs vara orsaken.